# Michael Peña

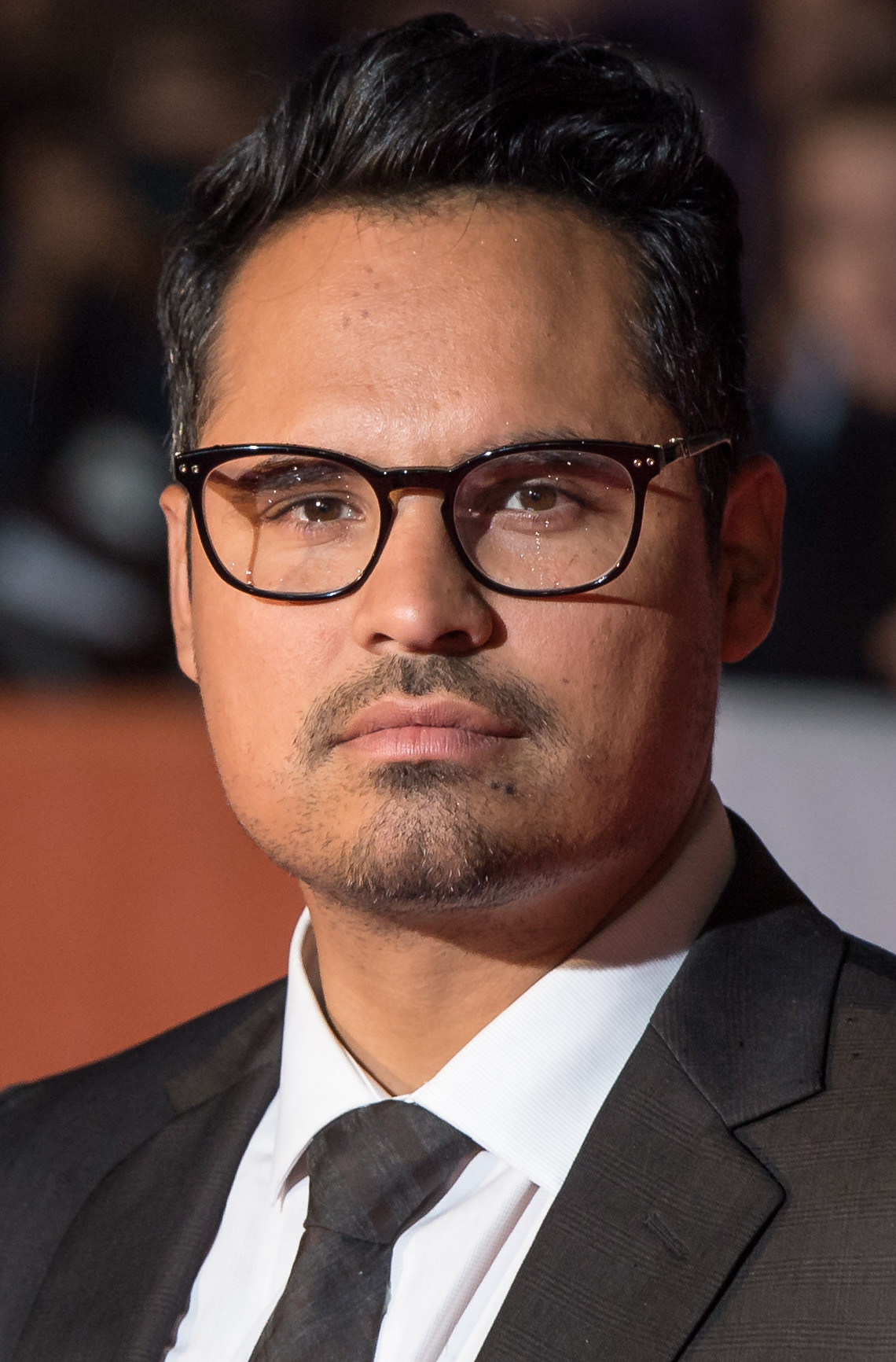
Michael Peña (2015)

Michael Anthony Peña (* 13. Januar 1976 in Chicago, Illinois) ist ein US-amerikanischer Film- und Theaterschauspieler.

## Leben
Peña wurde in Chicago, Illinois als Sohn von Nicolasa, einer Sozialarbeiterin, und Eleuterio Peña, einem Fabrikarbeiter, geboren. Seine Eltern waren ursprünglich Farmer, die aus Mexiko emigrierten. Sein Vater stammt aus Villa Purificación, Jalisco und seine Mutter aus Charcas, San Luis Potosí.
Nach dem Besuch der Hubbard High School in Chicago nahm Peña am Casting zu einem Theaterstück von Peter Bogdanovich mit dem Titel To Sir With Love 2 teil und wurde unter zahlreichen jungen Mitbewerbern engagiert. 1994 debütierte Peña auch als Filmschauspieler und hat seitdem in vielen bekannten Fernsehserien und Spielfilmen mitgewirkt.
Seinen Durchbruch erzielte er 2006 in Oliver Stones Filmdrama World Trade Center, in dem Peña einen New Yorker Polizisten verkörperte, der am 11. September 2001 unter den Trümmern des WTC verschüttet wird.
Seit 2006 ist Peña mit Brie Shaffer verheiratet. Das Paar lebt in Los Angeles und hat einen Sohn. Er ist neben seiner Karriere als Schauspieler auch Mitglied einer Band und ist Mitglied von Scientology.

## Filmografie
- 1994: Running Free
- 1996: Pacific Blue – Die Strandpolizei (Pacific Blue, Fernsehserie, Folge 2x04 Bangers)
- 1996: Ein Präsident für alle Fälle (My Fellow Americans)
- 1997: Star Maps
- 1997: Ein Hauch von Himmel (Touched by an Angel, Fernsehserie, Folge 3x26 At Risk)
- 1997–2004: New York Cops – NYPD Blue (NYPD Blue, Fernsehserie, 2 Folgen)
- 1998: Homicide (Homicide: Life on the Street, Fernsehserie, 2 Folgen)
- 1998: Hard Proof (Boogie Boy)
- 1998: Der Sentinel – Im Auge des Jägers (The Sentinel, Fernsehserie, Folge 3x22 Night Shift)
- 1998: La Cucaracha – Spiel ohne Regeln (La Cucaracha)
- 1998: Eine himmlische Familie (7th Heaven, Fernsehserie, Folge 3x09 Let’s Talk About Sex)
- 1999: Moesha (Fernsehserie, Folge 4x12 Life Imitating Art)
- 1999: Profiler (Fernsehserie, Folge 3x15 Spree of Love)
- 1999: Bellyfruit
- 1999–2000: Felicity (Fernsehserie, 5 Folgen)
- 2000: Nur noch 60 Sekunden (Gone in Sixty Seconds)
- 2000: The District – Einsatz in Washington (The District, Fernsehserie, Folge 1x05 The Real Terrorist)
- 2001: Semper Fi – Treu bis in den Tod (Semper Fi, Fernsehfilm)
- 2001: Army Go Home! (Buffalo Soldiers)
- 2001: Roswell (Fernsehserie, 2 Folgen)
- 2001: Men, Women & Dogs (Fernsehserie, 2 Folgen)
- 2002: American Family (Fernsehserie, 2 Folgen)
- 2002: Andy Richter und die Welt (Andy Richter Controls the Universe, Fernsehserie, Folge 1x06 Wedding)
- 2003: State of Mind (The United States of Leland)
- 2003: Love Object
- 2003: Twilight Zone (The Twilight Zone, Fernsehserie, Folge 1x43 Sunrise)
- 2003: Emergency Room – Die Notaufnahme (ER, Fernsehserie, 3 Folgen)
- 2004: Calcium Kid
- 2004: L.A. Crash (Crash)
- 2004: Million Dollar Baby
- 2005: Untitled David Diamond/David Weissman Project (Fernsehfilm)
- 2005: CSI: Den Tätern auf der Spur (CSI: Crime Scene Investigation, Fernsehserie, Folge 5x12 Snakes)
- 2005: The Shield – Gesetz der Gewalt (The Shield, Fernsehserie, 10 Folgen)
- 2005: Little Athens
- 2005: Sueño
- 2006: Walkout – Aufstand in L.A. (Walkout, Fernsehfilm)
- 2006: Fifty Pills
- 2006: Babel
- 2006: World Trade Center
- 2007: Shooter
- 2007: Von Löwen und Lämmern (Lions for Lambs)
- 2008: The Lucky Ones
- 2008: My Name Is Earl (Fernsehserie, Folge 3x17 No Heads and a Duffle Bag)
- 2009: Shopping-Center King – Hier gilt mein Gesetz (Observe and Report)
- 2009: Ein fürsorglicher Sohn (My Son, My Son, What Have Ye Done)
- 2010: Alles muss raus (Everything Must Go)
- 2011: Eastbound & Down (Fernsehserie, 5 Folgen)
- 2011: World Invasion: Battle Los Angeles (Battle: Los Angeles)
- 2011: Der Mandant (The Lincoln Lawyer)
- 2011: The Good Doctor
- 2011: 30 Minuten oder weniger (30 Minutes or Less)
- 2011: Aushilfsgangster (Tower Heist)
- 2012: End of Watch
- 2013: Gangster Squad
- 2013: American Hustle
- 2014: Herz aus Stahl (Fury)
- 2014: Gracepoint (Fernsehserie, 10 Folgen)
- 2014: Cesar Chavez
- 2014: Frontera
- 2015: Ant-Man
- 2015: Vatican Tapes
- 2015: Der Marsianer – Rettet Mark Watney (The Martian)
- 2015: Vacation – Wir sind die Griswolds (Vacation)
- 2016: Dirty Cops – War on Everyone (War on Everyone)
- 2016: Verborgene Schönheit (Collateral Beauty)
- 2017: CHiPs
- 2017: The LEGO Ninjago Movie
- 2018: Operation: 12 Strong (12 Strong)
- 2018: Das Zeiträtsel (A Wrinkle in Time)
- 2018: Ant-Man and the Wasp
- 2018: Extinction
- 2018: Next Gen – Das Mädchen und ihr Roboter (Next Gen, Stimme von Momo)
- 2018: Narcos: Mexico
- 2018: The Mule
- 2019: Dora und die goldene Stadt (Dora and the Lost City of Gold)
- 2019: Jexi
- 2020: Fantasy Island
- 2021: Tom & Jerry
- 2022: Moonfall
- 2022: Secret Headquarters
- 2023: Tom Clancy’s Jack Ryan (Fernsehserie, 6 Folgen)
- 2023: Der Griff nach den Sternen (A Million Miles Away)
- 2024: Unaufhaltsam (Unstoppable)
- 2025: A Working Man